# Mk 47 스트라이커
Mk 47 스트라이커(Mk 47 Striker)는 40 x 53 mm 고각도 유탄을 쓰는 탄띠 급탄식 고속유탄기관총이다. 전자화된 내장형 사격 제어 장비를 갖추고 있고, 프로그래밍된 40 mm 공중폭발탄을 적의 머리 위에서 폭파시킬 수 있다.

## 개요
1980년대부터 Mk 19를 대체하기 위해 보다 가볍고 효과적이도록 제너럴 다이나믹스 아르마먼트 앤 테크니셜 프로덕츠(옛 사코 디펜스)에서 설계를 시작하였다. Mk 47을 위해 삼각대가 새로이 설계되었고, 레이시온에서는 AN/PVG-1 경량 비디오 조준기를, 노르웨이의 NAMMO Oy사가 참가하여 Mk 47에 쓸 40 mm 공중폭발탄을 개발하였다.
2005년 미국 특수전 사령부는 재식명 'Mk 47 모델0'으로서 채용하였고, 2006년 2월에 시험적으로 적은 수량의 Mk 47이 아프가니스탄에서 군사 작전중인 특수 부대에 보급되었다. 같은 해 6월 7일에 미군에서 Mk 47 스트라이커를 채용하게 됨에 따라 23백만 미국 달러의 생산 거래가 성사되었다. 그에 따라서 25 mm 공중폭발탄의 비용 문제를 안고 있던 XM307의 개발은 중지되었다.

## 같이 보기
- Mk 19 유탄 발사기
- XM307